# Copablepharon contrasta
Copablepharon contrasta là một loài bướm đêm trong họ Noctuidae.